# タイムマシーン (藤井フミヤの曲)
『タイムマシーン』は藤井フミヤの6枚目のシングル。
1995年4月21日にポニーキャニオンから発売された。

## 概要
5ヶ月振りでアルバム「R&R」先行シングル。
「タイムマシーン」は日立マクセル「MD」CMソング（本人出演）「Little Sky」はトヨタ自動車「スプリンターマリノ」CMソング（本人出演）。
元々はアルバム「R&R」のために書かれた曲でスローバラードの曲調だった。作曲の筒美京平はアップテンポ曲など数曲を提示したが、結局「タイムマシーン」がシングルに選出。フミヤのアイデアによりミディアムのロックサウンドにアレンジされた。本作は、週間チャートで最高位4位を記録した。「TRUE LOVE」「Another Orion」に次ぐ3番目のヒットとなった。

## 収録曲
1. タイムマシーン (3:58)
作詞:藤井フミヤ、作曲:筒美京平、編曲:KUDO・辻剛
2. Little Sky (6:07)
作詞・作曲:藤井フミヤ、編曲:KUDO・辻剛
3. Little Sky(instrumental) (6:06)
4. タイムマシーン(instrumental) (3:55)

## 収録アルバム
- R&R (#1)
- STANDARD (#2)
- シングルス (#1)

## カバー
タイムマシーン
- 太田裕美（2014年） - 筒美京平トリビュートカバーアルバム「tutumikko」収録。
- 氣志團（2021年） - 筒美京平トリビュート・アルバム「Oneway Generation」収録。